# Tarnawa Duża
Tarnawa Duża – wieś w Polsce położona w województwie lubelskim, w powiecie biłgorajskim, w gminie Turobin, nad rzeką Pór. Leży przy drodze wojewódzkiej nr  .
Wieś jest sołectwem w gminie Turobin. Według Narodowego Spisu Powszechnego Ludności i Mieszkań z roku 2011 wieś miała 307 mieszkańców i była dziewiątą co do liczby ludności miejscowością gminy.
W latach 1975–1998 miejscowość administracyjnie należała do ówczesnego województwa zamojskiego.